# Faßberg
Faßberg is een gemeente in de Duitse deelstaat Nedersaksen. De gemeente behoort bestuurlijk tot de Landkreis Celle en is gelegen in het zuiden van de landstreek van de Lüneburger Heide. Faßberg telt 6.240 inwoners.

## Geografie, infrastructuur
De gemeente grenst aan Wietzendorf, Südheide en Munster. De dichtstbijzijnde grotere stad is Celle (38 km zuidwaarts). Langs Müden en Poitzen loopt een in 1910 geopend en in 1970 voor reizigersvervoer weer gesloten spoorlijntje (Beckedorf, gem. Südheide -Munster), waar incidenteel nog goederentreinen overheen rijden. Het dichtstbijzijnde spoorwegstation is station Unterlüß aan de spoorlijn Lehrte - Cuxhaven. Dit station staat ongeveer 12 km ten zuidoosten van het dorp Faßberg. Het station Unterlüß is vanaf een bushalte bij de vliegbasis, aan de noordoostrand van het dorp, enkele malen per dag te bereiken per streekbus (in de weekends slechts een 2 x per dag rijdende belbus).
De dichtstbijzijnde hoofdverkeersweg is de Bundesstraße 7. Op 4 km ten zuidoosten van Munster takt van deze weg een zijweg af, die zuidwaarts langs Trauen en dan naar Faßberg-dorp leidt (totale afstand B7- centrum Faßberg ongeveer 7 km).
Door Müden en Oitzen loopt de Örtze, een onbevaarbaar, maar, vanwege de aanwezigheid van zeldzame vogels, vissen, insecten en planten, ecologisch waardevol zijriviertje van de Aller.

### Bestuurlijke indeling

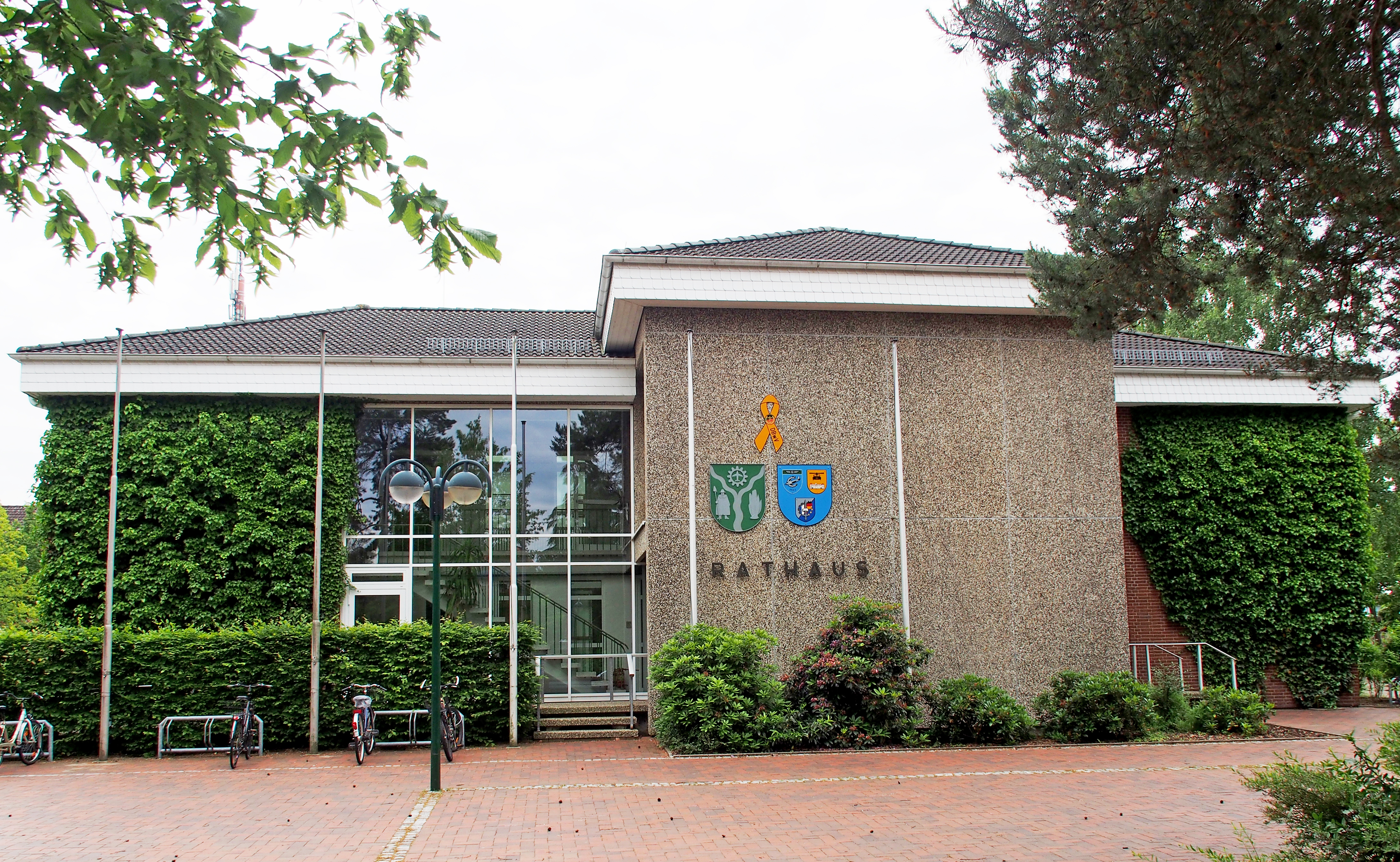
Gemeentehuis

De gemeente omvat de dorpen:
- Faßberg
- Müden, 4 km ten zuidwesten van Faßberg, met circa 2.200 inwoners, inclusief de gehuchten Haußelhof, Willighausen en Winterhoff
  - Dit Müden is niet dezelfde plaats als Müden (Aller), dat ongeveer 50 km verder zuidelijk, in de Samtgemeinde Meinersen, ligt.
- Poitzen, 2½ km ten westen van Faßberg, bestaande uit het dorpje Poitzen (200 inwoners) en de gehuchten Winterhoff, Gerdehaus en Hankenbostel.
- Schmarbeck, 2 km ten oosten van Faßberg, inclusief de gehuchten Ober- en Niederohe, met in totaal nog geen 200 inwoners

### Faßberg
Op één kilometer ten zuidoosten van het huidige dorp Faßberg is in 1900 een urnengraf uit de 2e eeuw van de jaartelling ontdekt. De talrijke grafgiften, waaronder ijzeren wapens, vaatwerk en gereedschappen, een zilveren gesp en sporen, die ruiters gebruikten, behoren tot de collectie van het Niedersächsische Landesmuseum in de stad Hannover. Ter plaatse is de locatie bekend als het Reitergrab von Hankenbostel.
De kern Faßberg is ontstaan in de dertiger jaren van de 20e eeuw nadat op een stuk heide een vliegbasis werd gebouwd. De naam is afgeleid van een in de buurt gelegen 92 meter hoge heuvel met de naam Faßberg. De plaats wordt in het gemeentewapen gesymboliseerd met een vliegtuig in een tandwiel. 

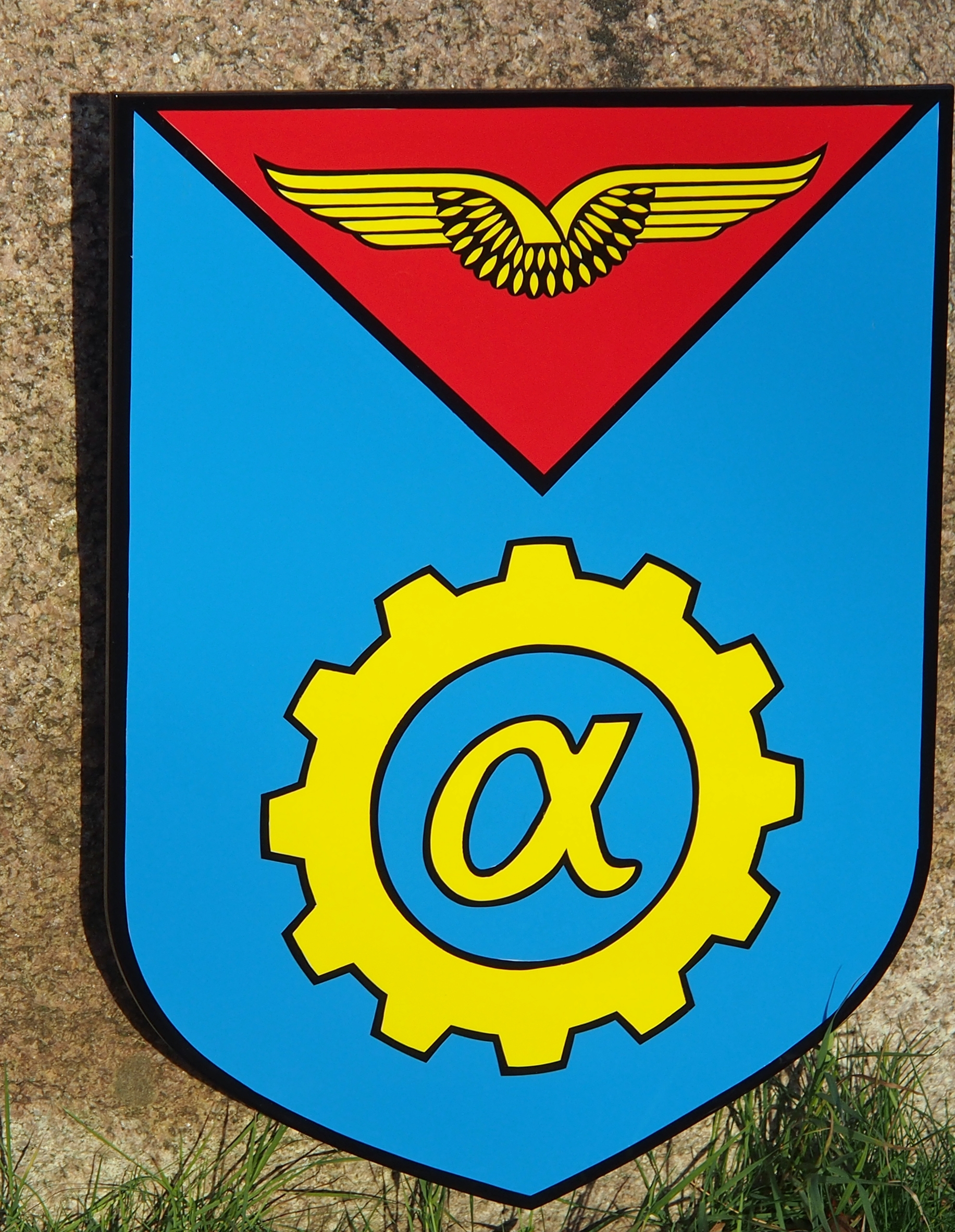
Wapen technische school van de Duitse luchtmacht

In Faßberg zijn nog steeds veel defensie-eenheden gevestigd. De vliegbasis bestaat nog steeds. De Fliegerhorst Faßberg ligt 2,2 km ten noordoosten van het dorp en beschikt over een geasfalteerde start- en landingsbaan van 2.440 meter lengte en 29 m breedte, en daarnaast nog een 1.000 m lange en 50 m brede graspiste. De basis heeft de ICAO-code ETHS. De plaats kent een technische school van de Duitse luchtmacht, die hier een transporthelikopterregiment heeft gevestigd. Tevens vindt in de plaats de opleiding plaats van aspirant-piloten van Eurocopter Tiger-helikopters. Ook kent de plaats een militair hospitaal.
Vanwege de belangrijke rol van Faßberg tijdens de Berlijnse luchtbrug kent de plaats hiervoor een monument.
Ten oosten van het plaatsje Trauen, dat ten zuiden van Munster ligt, is een testcentrum gevestigd van DLR voor de beproeving van raketmotoren, onder andere Ariane-ruimteraketten. Het testcentrum ligt 4 km ten noorden van het dorp, en direct ten noorden van het militaire vliegveld, nog juist binnen de gemeentegrenzen van Faßberg.

### Müden

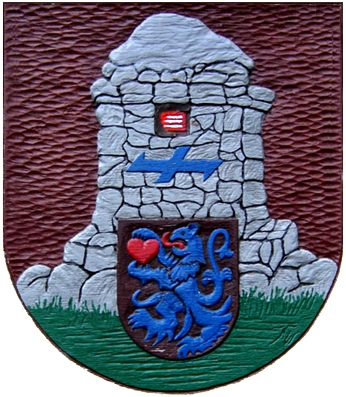
Dorpswapen van Müden

De eerste schriftelijke vermelding van Müden dateert uit 1022. Heden ten dage is de plaats een belangrijk toeristisch centrum, waarvan het grootste deel van de toeristen afkomstig is uit de driehoek Hamburg, Bremen en Hannover.  Het dorp  heeft de status van  Staatlich anerkannter Erholungsort. Tevens vindt er jaarlijks de ook economisch belangrijke Heidschnucken-schapenbokkenkeuring en -veiling plaats. Het dorp is omgeven door bossen en heide. Grotere plaatsen in de buurt zijn Lüneburg, Uelzen en Celle. In Müden komen de riviertjes Wietze en Örtze bijeen.

### Poitzen
Poitzen is schriftelijk bekend sinds 1300. Erg veel veranderingen heeft Poitzen niet ondergaan. Poitzen telt ongeveer 200 inwoners.

### Schmarbeck
Schmarbeck is de oudste bekende plaats in de gemeente. Het werd voor het eerst schriftelijk vermeld in 1004. In een oorkonde uit dat jaar verkocht hertog Bernhard van Saksen een stuk grond aan het klooster Lüneburg voor 513 pond zilver. De Schmarbeck was een belangrijk punt voor de opheldering van bezitsrecht. Schmar – Beck is mede een verklaring voor de plaatsnaam: grensbeek in het Duits.

## Geschiedenis
De huidige gemeente Faßberg ontstond op 1 januari 1977 door een besluit van het deelstaatparlement als eenheidsgemeente.
Vóór de oprichting van de eenheidsgemeenten vormden de zelfstandige gemeenten Müden, Poitzen, Schmarbeck en Faßberg  al sinds 1973 een Samtgemeinde. De naam hiervan was Samtgemeinde Faßberg.

## Bezienswaardigheden, toerisme
- Aan de luchtbrug van Berlijn herinnert een klein museum aan de noordoostrand van Faßberg. Het draagt de naam Erinnerungsstätte Luftbrücke Berlin in Faßberg. Ter plaatse staat ook een origineel vliegtuig, dat aan de luchtbrug heeft deelgenomen. Dit is een Douglas DC-3, type C-47.
- Het natuurschoon van de Lüneburger Heide is de voornaamste toeristische attractie van de gemeente.
  - Müden is een belangrijk toeristisch centrum, waarvan het grootste deel van de toeristen afkomstig is uit de driehoek Hamburg, Bremen en Hannover.  Tevens vindt er jaarlijks de ook economisch belangrijke Heidschnucken-schapenbokkenkeuring en -veiling plaats. Het dorp is omgeven door bossen en heide.
  - Op 5 km ten zuidoosten van Faßberg, in de richting van Unterlüß, ligt Oberohe, dat vrijwel geheel uit een vakantiehuisjespark met de naam Heidesee bestaat.
  - Te Hamburg-Neugraben-Fischbek begint een langeafstands-wandelroute (220 km) over de Lüneburger Heide naar de stad Celle. Deze Heidschnuckenweg doet ook de gemeente Faßberg aan.
  - Müden bezit een 10 hectare groot wildpark.
- De evangelisch-lutherse St. Laurenskerk te Müden werd rond 1200 gebouwd en in 1444, 1815, 1911 en 1964 grondig gerenoveerd. De kerk bezit twee middeleeuwse doopvonten.

## Afbeeldingen

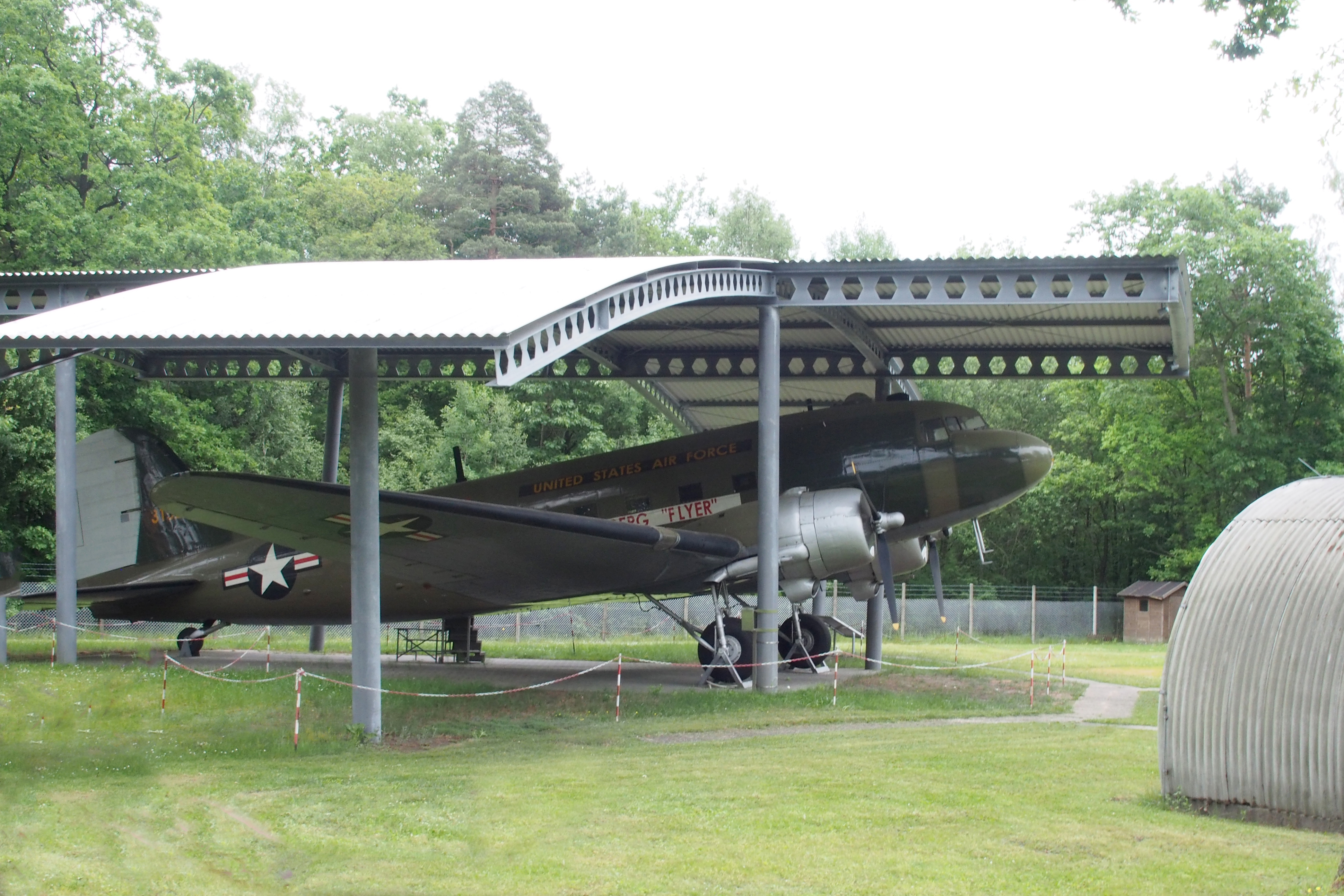
Erinnerungsstätte Luftbrücke Berlin in Faßberg: vliegtuig Douglas DC-3, type C-47
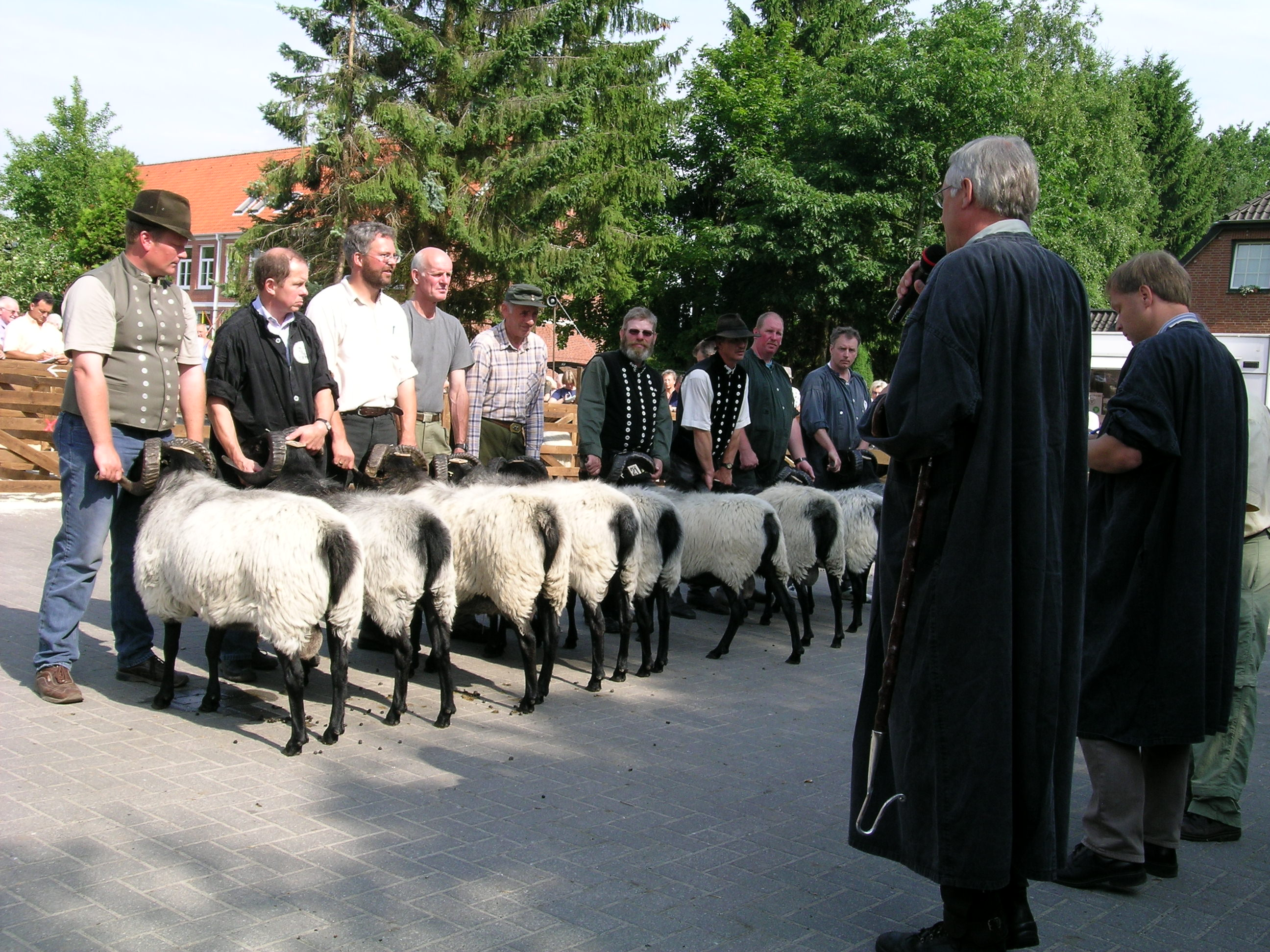
Voorstelling Heidschnucken-schapenbokken te Müden
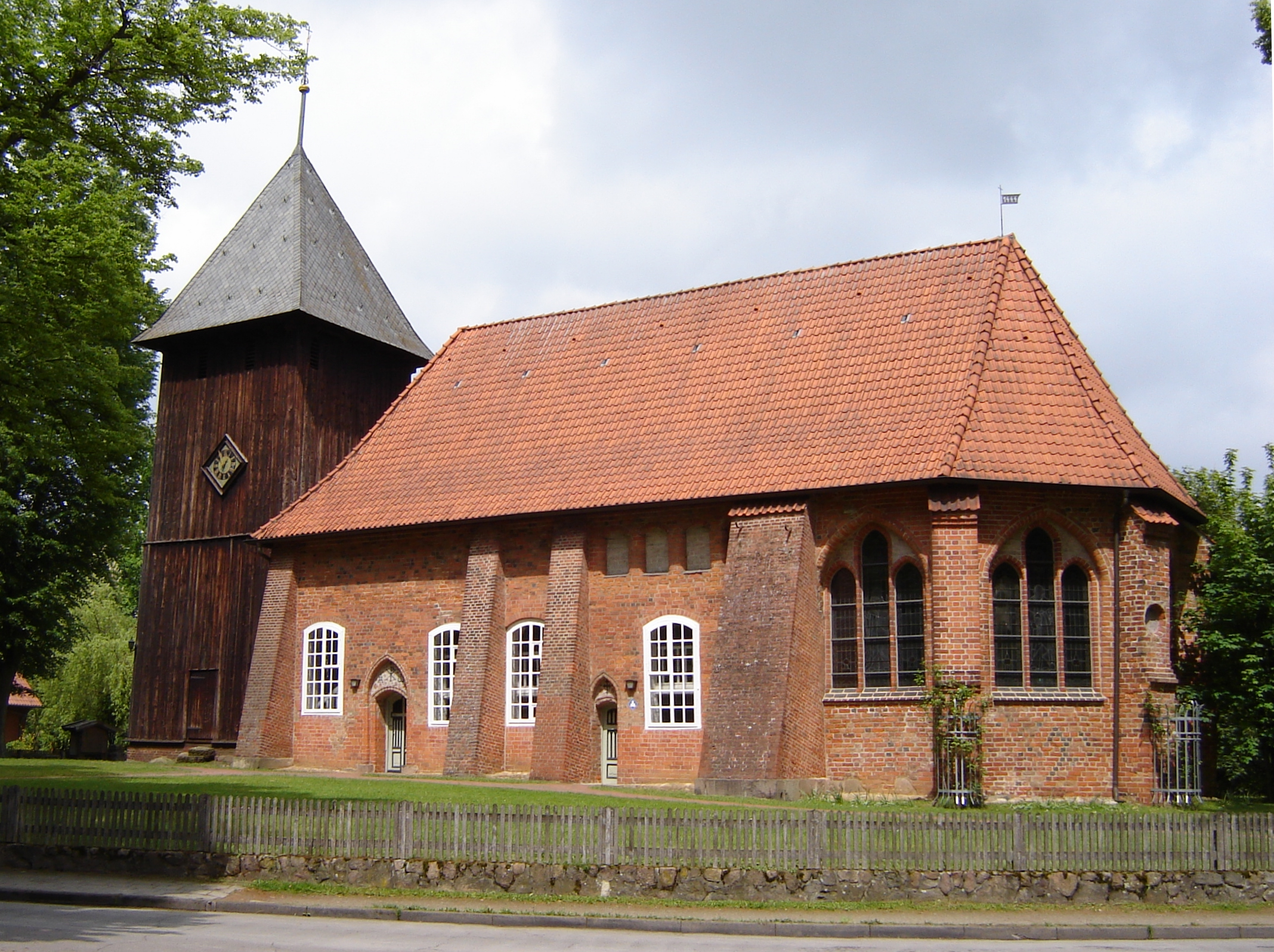
St. Laurenskerk te Müden
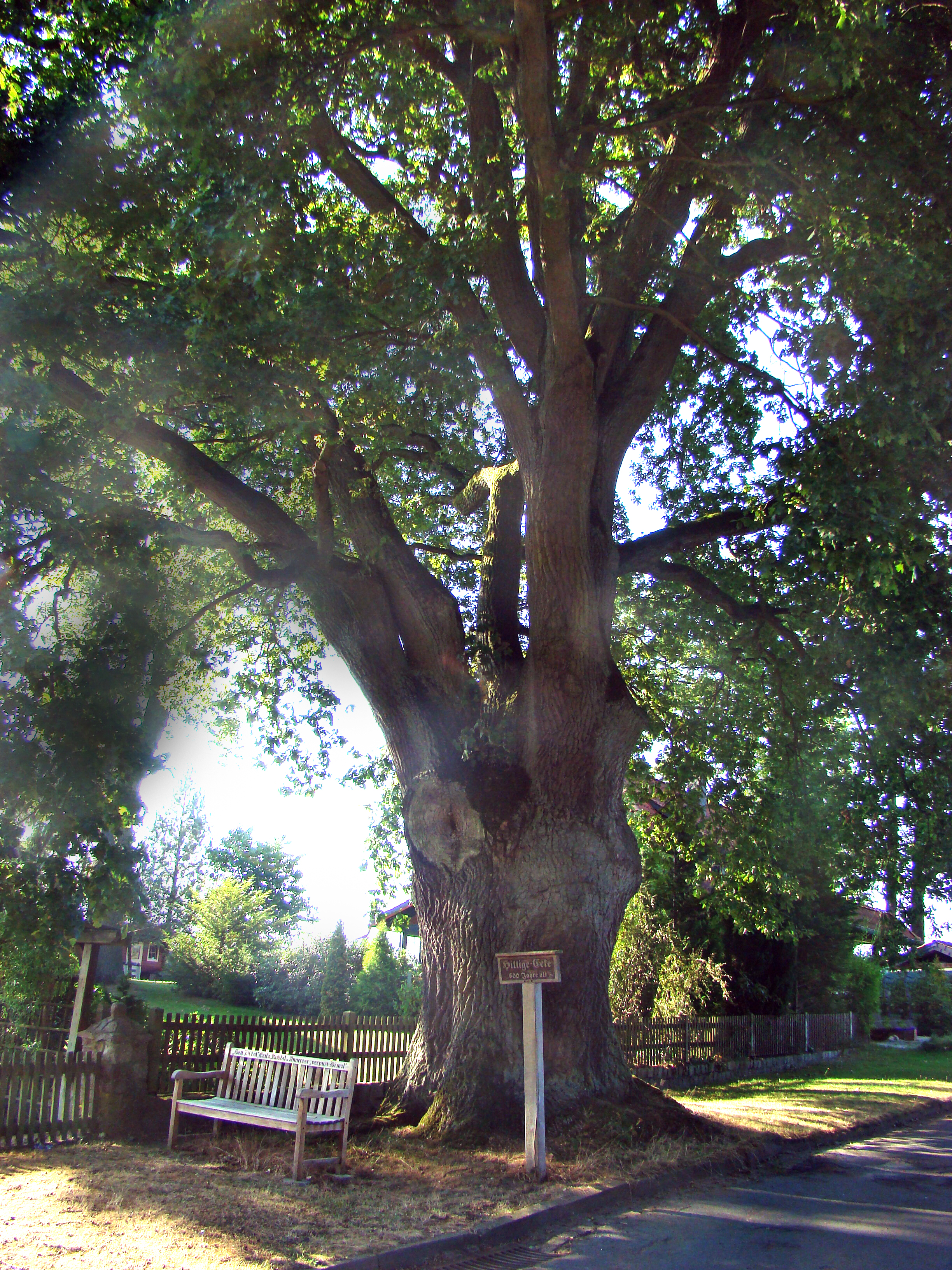
15e-eeuwse eikenboom bij Müden
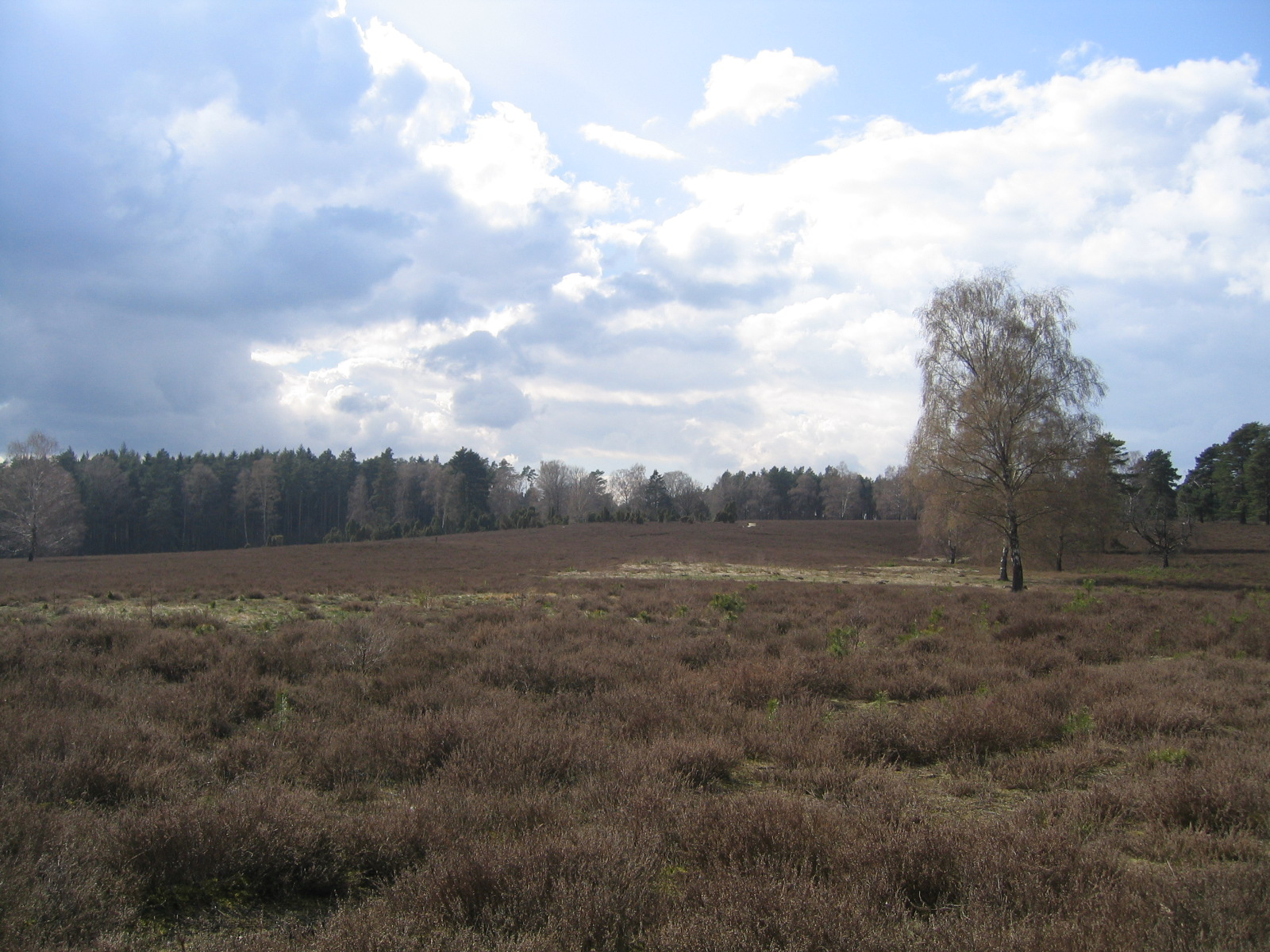
Heuvel Wietzer Berg op de heide bij Müden
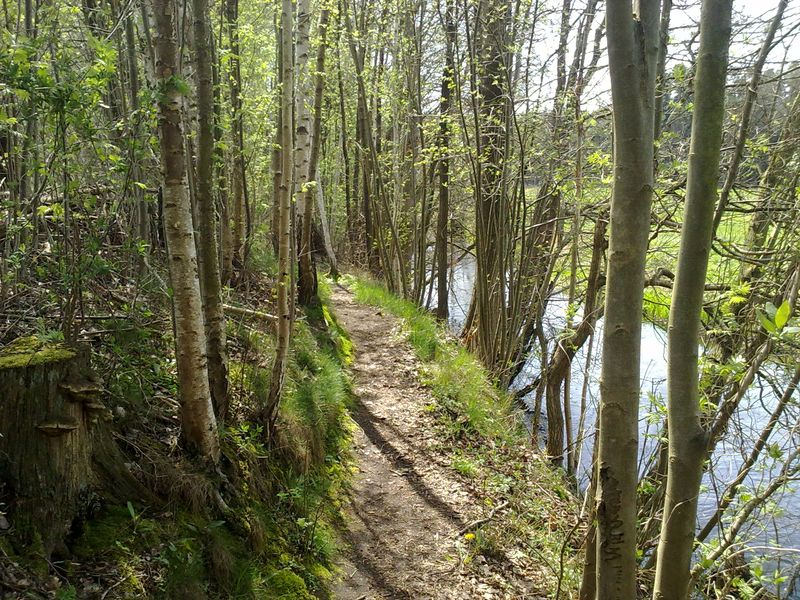
Wandelpad langs de Örtze bij Poitzen, onderdeel van de Heidschnuckenweg
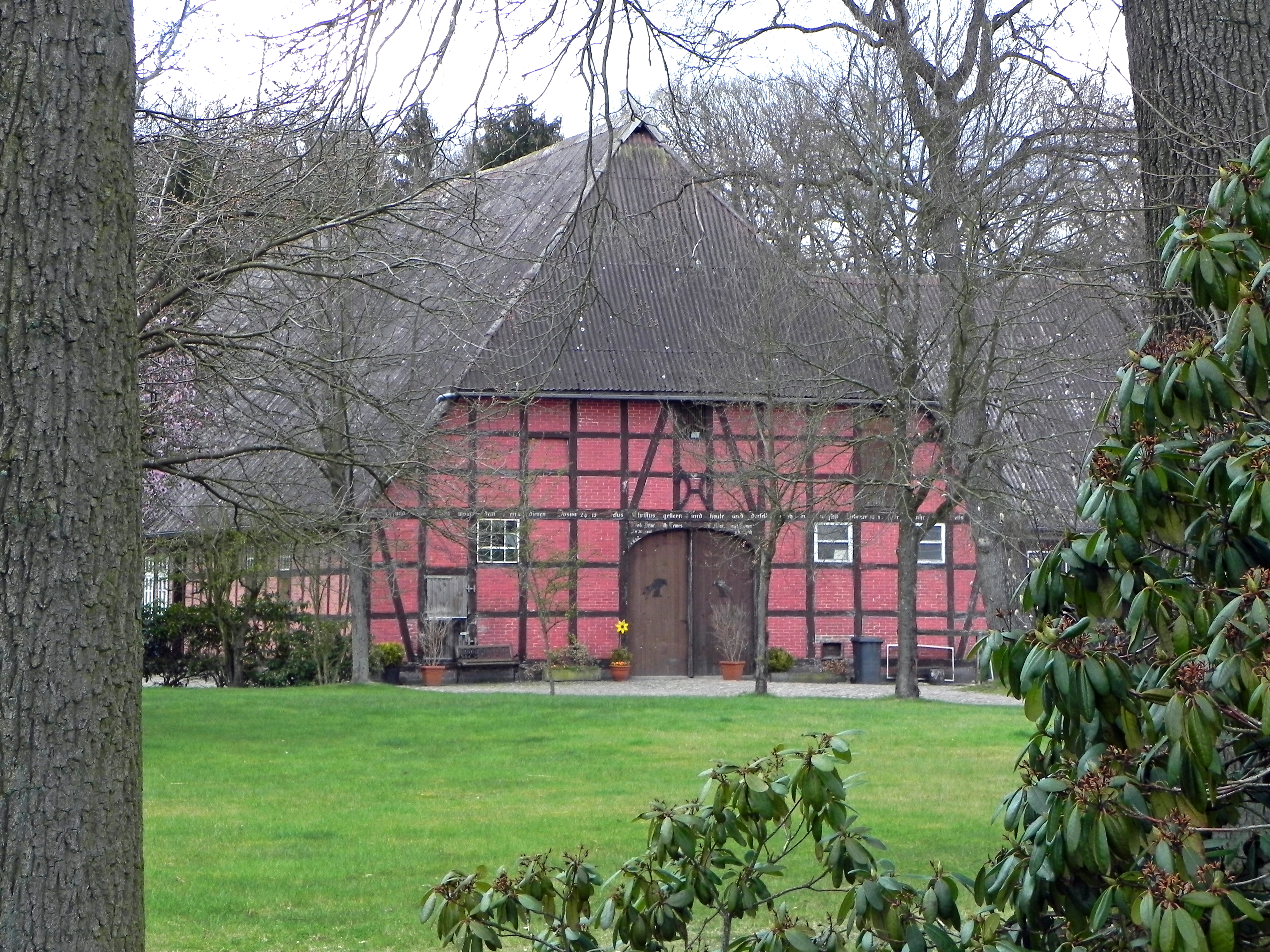
Voor de streek karakteristieke boerderij bij Schmarbeck
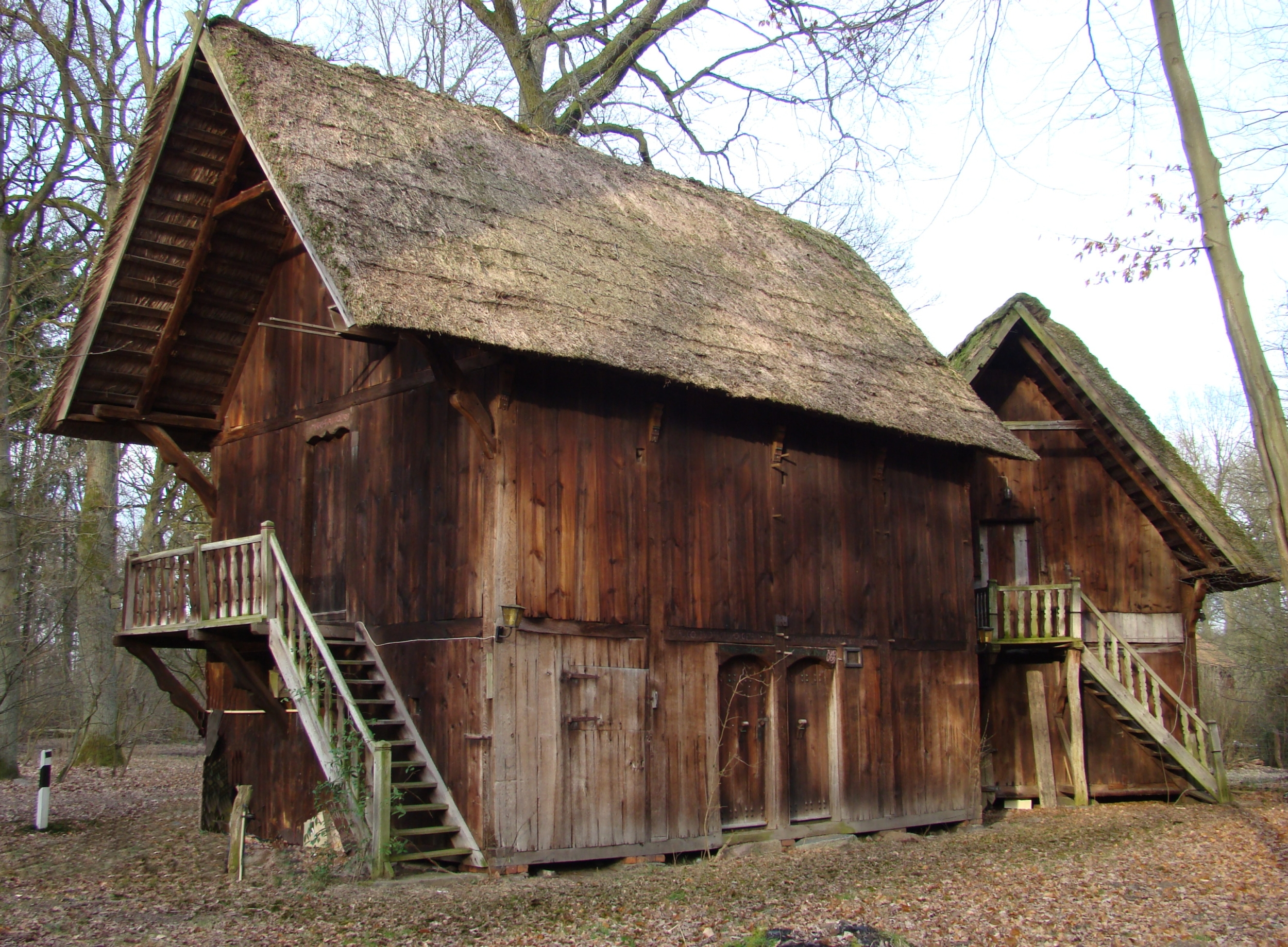
Voor de streek karakteristieke Treppenspeicher

## Politiek

### Gemeenteraad
De 18 zetels van de gemeenteraad zijn sedert september 2021 als volgt verdeeld:
| Partij                             | Zetels |
| ---------------------------------- | ------ |
| CDU                                | 7      |
| SPD                                | 4      |
| WGF (Wählergemeinschaft Faßberg)   | 3      |
| ULF (onafhankelijke lijst Faßberg) | 1      |
| FDP                                | 1      |
| Bündnis 90/Die Grünen              | 2      |
| Burgemeester1                      | 1      |

1 Ambtshalve
(Bron: gemeenteraadsverkiezingen van 11 september 2016)

### Burgemeester
De burgemeester van Faßberg is sedert 1 oktober 2021 de partijloze  mevrouw Kerstin Speder.

### Jumelages
De gemeente heeft een jumelage met Yerville (Frankrijk) sinds 1989 en met Duszniki in Polen sinds 2013.
- Gemeinsame Normdatei: 4196689-2
- Virtual International Authority File: 235970062
- WorldCat: E39PCjJY3fyxqkFJ6BJDHRRBj3

Adelheidsdorf ·
Ahnsbeck ·
Beedenbostel ·
Bergen ·
Bröckel ·
Celle ·
Eicklingen ·
Eldingen ·
Eschede ·
Faßberg ·
Hambühren ·
Hohne ·
Lachendorf ·
Langlingen ·
Lohheide (gemeentevrij gebied) ·
Nienhagen ·
Südheide ·
Wathlingen ·
Wienhausen ·
Wietze ·
Winsen (Aller)